# 達芬尖山
達芬尖山（たつふんせんざん）は、台湾にある山。大水窟山と塔芬山のほぼ中間の中央山脈に位置し、南投県信義郷・花蓮県卓渓郷・高雄市桃源区の境にある標高3,208mの山である。旧称は尖山（とんがりやま）。

## 概要
1971年以降、台湾百岳のうち、山名に「尖」の字を有する中央尖山・大霸尖山・達芬尖山が、併せて「台湾三尖」と称されることとなった。